# Лёвих, Карл Якоб
Карл Якоб Лёвих — немецкий химик, прославившийся открытием брома в 1825 году. Он внёс значительный вклад и в изучение свойств брома, который он открыл независимо от А. Ж. Балара. Карл Якоб Лёвих родился 17 марта 1803 года в Бад-Кройцнах, Германия. За открытие брома в виде коричневого газа путём обработки минеральной соли хлором был удостоен степени доктора философии в Гейдельбергском университете. Карл Якоб Лёвих также работал в Цюрихском университете. Был преемником Роберта Вильгельма Бунзена в университете Бреслау. Всю оставшуюся жизнь провёл в Бреслау (ныне Вроцлав). Умер в 1890 году в возрасте 87 лет.